# 일본국 헌법 제31조
일본국 헌법 제31조(일본어: 日本国憲法第31条)은 일본국 헌법 제3장 "국민의 권리와 의무"의 조문 중 하나이다. 적법절차의 보장에 대해 규정하고 있다.

## 조문
일본국 헌법 제31조
누구든지 법률이 정하는 절차에 의하지 아니하고는 그 생명 혹은 자유를 빼앗기거나 그 외 형벌을 받지 아니한다.

## 해설
본 조는 이른바 적법절차의 보장에 대해 규정하고 있다. 여기서 말하는 '절차'는 단순히 법률상의 절차 뿐만 아니라 '형벌을 내리는 것은 법률 규정에 근거해야 한다'는 죄형법정주의 원칙까지 포함하고 있는 것으로 해석된다.
본 조는 미국 수정헌법 제5조 및 제14조의 "누구든지 법의 적정한 절차(Due process of law)에 의하지 아니하고는 생명, 자유 또는 재산을 빼앗기지 아니한다"는 적법절차 조항의 영향을 받은 것이다. 이 수정헌법 조항의 유래는 과거 13세기 영국의 마그나 카르타까지 거슬러 올라가며, 공통적으로 정부나 국가의 권력이 권력자의 뜻에 따라 자의적으로 행사되는 것을 막기 위해 절차적 제약을 정해놓은 것이다.
본 조에는 '생명 혹은 자유를 빼앗기는 것'으로만 규정되어 있고 재산은 여기에 포함되지 않지만, 과거 판례에서는 포함된다고 인정한 바 있다.
헌법 제39조, 제73조와 함께 일본국 헌법에서 죄형법정주의의 주요 근거 규정으로 꼽힌다.